# Juan Romero Moreno
Juan Romero Moreno (Ferrol, 6 de maig de 1827 – Madrid, 21 d'abril de 1893) va ser un polític i militar espanyol.

## Biografia
Nascut el 6 de maig de 1827 a Ferrol el 1842 va ingressar a l'Escola Naval Militar i el 1848 va ascendir a alferes de navili, el 1856 a tinent de navili i va combatre a la Guerra d'Àfrica en 1860. El 1864 fou ascendit a capità de fragata a causa de la seva acció a Santo Domingo i el 1868 a capità de navili. Joan Prim l'encarregà de formar part de la comissió que va informar Amadeu de Savoia del seu nomenament com rei d'Espanya. En 1873 fou ascendit a brigadier honorari i en 1886 a contralmirall.
S'encarregà de la cartera de ministre de Marina entre el 21 de gener i el 5 de juliol de 1890, durant un govern Sagasta.
Va morir el 21 d'abril de 1893 a Madrid.